# Јован Раул Петралифас
Јован Комнин Раул Дука Анђел Петралиф (грч. Ἱωάννης Κομνηνός Ῥαούλ Δούκας Ἄγγελος Πετραλίφας; умро 1274. године) био је византијски племић и војни заповедник за време цара Михаила VIII Палеолога (1259–1282).

## Живот
Јован Раул Петралиф је био најстарији син Алексија Раула и неименоване нећаке цара Никеје Јована III Дуке Ватаца (1221–1254). Имао је још три брата, од којих су двојица позната по имену, пинкерн Манојло и Исак. Породица Раул као и све породице старе аристократије, патиле су под владавином цара Теодора II Ласкариса (1254–1258) који је настојао да смањи моћ и утицај племства. Цар Теодор II Ласкарис је уместо тога фаворизовао људе скромног порекла, међу којима су били браћа Музалон. Једна од Јованових сестара била је удата за царевог штићеника, Ђорђа Музалона, док су Јован и његова браћа били затворени (тачан датум није јасан).
Сходно томе, породица је активно подржавала убиство браће Музалон 1258. године, након смрти цара Теодора II. После узурпације цара Михаила VIII Палеолога (1259–1282), награђени су високим државним функцијама: после својих војних успеха у наредних неколико година, Јован је именован протовестијаром, наследивши титулу од Ђорђа Музалона. Цар Михаило VIII је 1259. године, послао Јована заједно са Јованом Палеологом и Алексијем Стратигопулом у поход против епирско-ахајског савеза у Македонији, који се завршио одлучујућом никејском победом у бици код Пелагоније. После победе, Стратигопул и Раул су умарширали у Епир, заузели Арту и опсели Јањину. Њихова достигнућа је, међутим, брзо поништио Јован Дука, ванбрачни син епирског владара. О њему се ништа даље не зна, осим да је умро око 1274. године.

## Породица
Године 1261. Јован се оженио Теодором Палеологином Кантакузин, сестричином цара Михаила VIII и удовицом Ђорђа Музалона. Са њом је имао најмање две ћерке, Ирену и Ану. Ирена се удала за порфирогенита Константина Палеолога, трећег сина цара Михаила VIII.